# Conforme veldentheorie
Een conforme veldentheorie, afgekort CFT naar het Engelse conformal field theory, of hoekgetrouwe veldentheorie is een theorie die invariant is onder hoekgetrouwe transformaties, dat wil zeggen transformaties die de lengte herschalen maar de hoeken gelijk houden. Het kan gaan om statistische modellen op een kritisch punt, maar ook om kwantumveldentheorieën. Het meest worden hoekgetrouwe veldentheorieën bestudeerd in twee dimensies, aangezien daar de symmetriegroep samenvalt met holomorfe functies op het complexe vlak en daarom oneindig-dimensioneel is.
Buiten de statistische mechanica heeft de studie van hoekgetrouwe veldentheorieën toepassingen in de snaartheorie, de deeltjesfysica en in de vastestoffysica.  

## Schaalinvariantie tegenover hoekgetrouwe invariantie
Aangezien een herschaling {\displaystyle x\rightarrow x'=\lambda x} een hoekgetrouwe transformatie is, geldt dat elke hoekgetrouwe veldentheorie schaalinvariant is. Het omgekeerde is niet altijd waar, maar er zijn weinig tegenvoorbeelden bekend. In sommige gevallen, in unitaire theorieën in twee dimensies, kan worden bewezen dat een schaalinvariante theorie automatisch hoekgetrouw is.

## Hoekgetrouwe transformaties
In een {\displaystyle D}-dimensionale ruimte {\displaystyle \mathbb {R} ^{D}} wordt de groep van hoekgetrouwe transformaties voortgebracht door translaties {\displaystyle x\rightarrow x+a}, herschalingen {\displaystyle x\rightarrow \lambda x}, orthogonale rotaties, in het geval van een euclidische metriek, {\displaystyle x\rightarrow {\mathcal {O}}\cdot x} of Lorentztransformaties, in het geval een metriek met Lorentz-signatuur, en tot slotte speciale hoekgetrouwe transformaties SCT's
{\displaystyle x\rightarrow {\frac {x-b\langle x,x\rangle }{1-2\langle b,x\rangle +\langle b,b\rangle \langle x,x\rangle }}}
waar {\displaystyle \langle x,y\rangle =\delta _{\mu \nu }x^{\mu }y^{\nu }} het inproduct van twee vectoren is. Equivalent is de inversie
{\displaystyle x\rightarrow {\frac {x}{\langle x,x\rangle }}.}
De lie-algebra van bovenstaande groep in {\displaystyle D} dimensies is isomorf met {\displaystyle {\mathfrak {so}}(D+1,1){\text{ of }}{\mathfrak {so}}(D,2)} in het geval bij een euclidische respectievelijk Lorentz-metriek.

## Hoekgetrouwe veldentheorie in meer dan twee dimensies
Hoekgetrouwe veldentheorieën in hogere dimensies spelen een rol in de anti-De Sitter-ruimte AdS/CFT-correspondentie, waarin een model van de zwaartekracht in anti-De Sitter-ruimte AdS in verhouding staat tot een hoekgetrouwe veldentheorie op de rand van AdS.